# Josef Weiss (Mediziner)
Josef Weiss (häufig auch Weiß; * 1797 in Breitenfurt bei Niklasdorf; † 20. März 1847 in Freiwaldau) war ein österreichischer Arzt. Er gehörte zu den Pionieren der Wasserheilkunde.

## Leben
Weiss war Sohn eines Erbrichters. Seine Jugend und der Ort seiner Ausbildung sind unbekannt. Er ließ sich gerade als Tierarzt in Freiwaldau nieder, als Vincenz Prießnitz mit seiner Wasserheilung von sich reden machte. Er begann sich selbst mit der Wasserheilkunde auseinanderzusetzen und richtete in Freiwaldau eine Kaltwasserheilanstalt ein. Diese erfreute sich sofort eines großen Zulaufs. Was allerdings Weiss von Prießnitz unterschied, war die wissenschaftliche Auseinandersetzung mit der Frage der Wirkung seiner Kuren. Er begann mit wissenschaftlichen Methoden den Nachweis der Wirkung seiner Kuren zu führen.
Weiss erhielt 1841 einen Ruf nach England. Zunächst sollte er in Stanstead-Bury House (Hertfordshire) eine erste Kaltwasserheilanstalt aufbauen. Nachdem ihm das gelungen war, folgte er einem weiteren Ruf an das königliche Schloss von Sudbrook Park (heute Greater London). Auch dort baute er eine Kaltwasseranstalt als deren Direktor auf. Jedoch hatte er zunehmend gesundheitliche Schwierigkeiten und legte 1845 sein Amt nieder, um in die Heimat zurückzukehren. Hier starb er wenige Zeit darauf.
Weiss wurde von der Universität Jena und der University of Glasgow jeweils mit der Ehrendoktorwürde ausgezeichnet. Der Astronom Edmund Weiss und der Botaniker Adolf Weiss sind seine Söhne.

## Werke (Auswahl)
- Die neuesten Erfahrungen und Heilungen auf dem Gebiete der Wasserheilkunde. Nebst einem Vorwort von Starke. Ein medicin. Volksbuch, Leuckart, Breslau 1837 (dänisch Kopenhagen 1839; schwedisch Stockholm 1841).
- Handbuch der Wasserheilkunde für Aerzte und Laien, Einhorn Leipzig 1844 (Digitalisat) (in vermehrter und verbesserter Auflage, Einhorn, Leipzig 1847 (Digitalisat)).
- The handbook of hydropathy: for professional and domestic use, Madden, London 1844 (Digitalisat) (mehrere Auflagen (Digitalisat)).
- Handboek der watergeneeskunde voor gezonden en zieken … Groningen 1846 (Digitalisat).